# Andrej Krasnov
Andrej Krasnov, född 14 juni 1994, är en rysk längdskidåkare som debuterade i världscupen den 13 januari 2018 vid sprinttävlingen i Dresden i Tyskland. Dagen efter debuten blev han tillsammans med Gleb Retivych trea i teamsprinten i Dresden.